# Evolução estelar

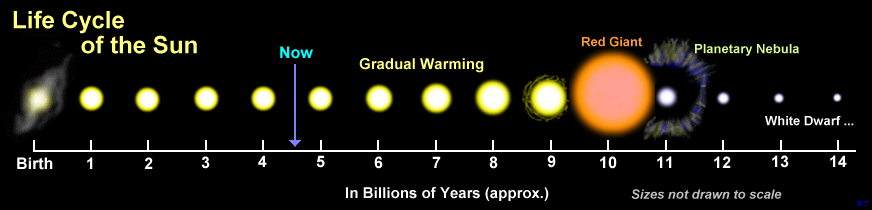
"Linha do tempo" da vida do Sol

Em astronomia, evolução estelar é a sequência de mudanças radicais que uma estrela sofre durante seu tempo de vida. Dependendo da massa da estrela, sua vida varia entre alguns milhões de anos (para as mais massivas) até trilhões de anos (para as menos massivas), o que é muito mais do que a idade do universo.
A evolução estelar não é estudada pela observação do ciclo de vida de uma única estrela; a maioria das mudanças estelares ocorre tão vagarosamente que só seriam detectáveis depois de muitos e muitos séculos. Em vez disto, astrofísicos tentam entender como as estrelas evoluem pela observação de numerosas estrelas, cada uma em um diferente ponto do ciclo da vida, e pela simulação da estrutura estelar com modelos em computador.

## Nascimento de uma estrela

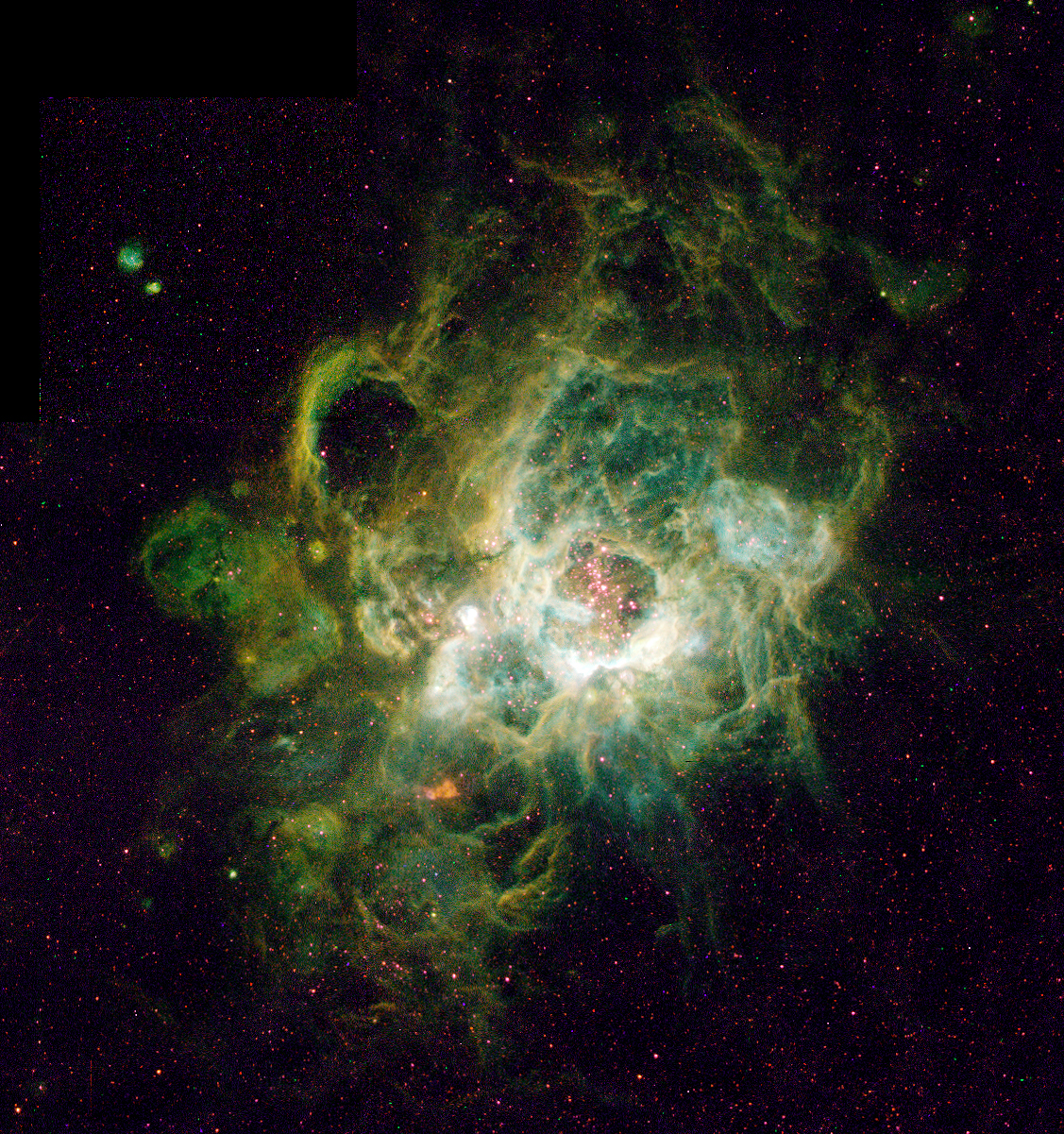
NGC 604, uma região gigante de formação estelar na galáxia Triângulo

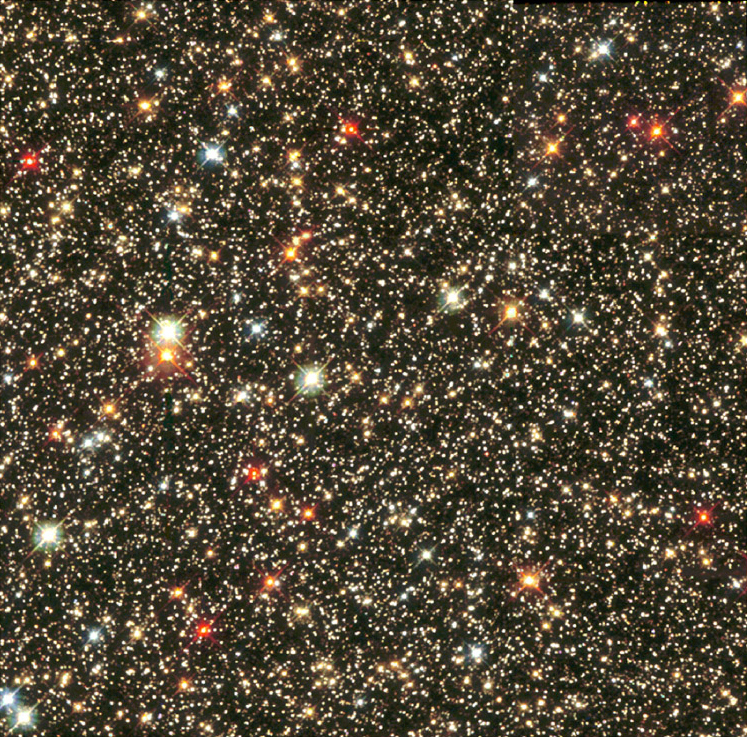
Um denso campo estelar em Sagittarius

### Protoestrela
A evolução estelar começa com o colapso gravitacional de uma nuvem molecular gigante (NMG), também conhecida como um berçário estelar. A maior parte do espaço "vazio" interno a uma galáxia contém em torno de 0,1 a 1 partícula por cm³, mas dentro de uma NMG a densidade típica é de uns poucos milhões de partículas por cm³. Uma NMG contém 100 000 a 10 000 000 vezes mais massa do que o nosso Sol em virtude do seu tamanho: 50 a 300 anos-luz de comprimento.
Um entre vários eventos deve ocorrer para causar o colapso gravitacional: a NMG pode colidir com outras ou passar através de uma região densa de um braço espiral. A proximidade de uma explosão de supernova pode ser um gatilho, enviando um choque de matéria dentro de uma NMG a velocidades muito altas. Finalmente, uma colisão galáctica pode iniciar uma explosão de formação estelar quando as nuvens de gás em cada galáxia são comprimidas e agitadas pela colisão.
Uma NMG colapsada fragmenta-se durante o evento, quebrando-se em pedaços cada vez menores. Fragmentos com massas menores que 50 massas solares são capazes de formar estrelas. Nestes fragmentos, o gás é aquecido por este colapso devido à energia potencial gravitacional e essas nuvens formam uma protoestrela com a forma de um objeto esférico rotacional.
Este estágio inicial da existência é sempre oculto profundamente em uma densa nuvem de gás e poeira. Frequentemente, berçários de formação estelar podem ser vistos com uma silhueta contra a emissão de gás brilhante em suas redondezas, sendo conhecidos como glóbulos de Bok.

### Anãs marrons e objetos subestelares
As protoestrelas muito pequenas nunca alcançam temperaturas suficientemente altas para iniciar a fusão nuclear do hidrogênio, sendo chamadas de anãs marrons. O limite exato entre estrelas e anãs marrons depende de sua composição química — aquelas com grande metalicidade (relativa abundância de elementos mais pesados que hidrogênio e hélio) têm um limite mais baixo. Para um objeto com metalicidade próxima da do Sol, o limite é de aproximadamente 0,075 massa solar. Anãs marrons com mais do que 13 vezes a massa de Júpiter podem fundir o deutério, e alguns astrônomos preferem chamar apenas esses objetos de anãs marrons, classificando tudo o que é maior do que um planeta, mas menor do que isso, como objeto subestelar. Ambos os tipos têm um brilho fraco e morrem lentamente, esfriando gradualmente durante centenas de milhões de anos.

### Fusão do hidrogênio
A temperatura do núcleo das protoestrelas mais massivas cresce até atingir 10 megakelvins, ponto em que se inicia a reação em cadeia próton-próton e o hidrogênio começa a se fundir, formando primeiro o deutério e depois o hélio, e a estrela começa a brilhar. Em estrelas de pouco mais do que uma massa solar, o ciclo CNO contribui com uma porção considerável da energia gerada. O início da fusão nuclear estabelece rapidamente um equilíbrio hidrostático, no qual a energia liberada pelo núcleo exerce uma "pressão de radiação" que se opõe ao peso da matéria da estrela, impedindo o prosseguimento do colapso gravitacional. A estrela então evolui para um estado estável, iniciando a fase da sequência principal em sua evolução.
Uma nova estrela cairá em um ponto específico da sequência principal do diagrama de Hertzsprung-Russell, sendo que o tipo espectral na sequência principal dependerá da sua massa. As anãs vermelhas, menores e relativamente frias, queimam hidrogênio vagarosamente e permanecerão na sequência principal por centenas de bilhões de anos, enquanto supergigantes massivas e quentes deixarão a sequência principal após poucos milhões de anos. Uma estrela de tamanho médio como o Sol permanecerá na sequência principal por cerca de 10 bilhões de anos. O Sol possui a metade desta idade, portanto encontra-se na sequência principal. Uma estrela que não realiza a fusão do hidrogênio permanece fora da sequência principal.

## A juventude da vida das estrelas

Estruturas internas de estrelas da sequência principal, com as zonas de convecção representadas por ciclos com flechas e as zonas de radiação por raios vermelhos. À esquerda, uma anã vermelha de baixa massa, no centro, uma anã amarela de tamanho intermediário e, à direita, uma estrela massiva azul-branca da sequência principal

Novas estrelas aparecem em variados tamanhos e cores. Elas variam no tipo do espectro desde o quente e azul até o frio e vermelho, e a massa varia de menos do que 0,5 para mais do que 20 massas solares. O brilho e cor de uma estrela dependem da temperatura superficial, a qual por sua vez depende da massa.

## Maturidade
Depois de vários bilhões de anos, dependendo de sua massa inicial, o suprimento de hidrogênio acaba, interrompendo a fusão nuclear. Sem a pressão interna gerada por esta reação para se contrapor à força da gravidade, as camadas externas da estrela começam a se contrair em direção ao núcleo e dois processos podem ocorrer: a degeneração de elétrons é suficiente para compensar a força da gravidade ou o núcleo está quente o bastante (cerca de 100 megakelvin) para iniciar a fusão nuclear do hélio. Qual desses fenômenos acontece primeiro depende da massa da estrela.

### Estrelas de baixa massa
O que acontece depois de uma estrela de baixa massa exaurir seu hidrogênio não é conhecido diretamente: o universo tem cerca de 13,8 bilhões de anos, o que é muito menos (em várias ordens de grandeza, em alguns casos) do que essas estrelas levam para exaurir o seu combustível. A teoria corrente é baseada em modelos de computador.
Algumas estrelas podem fundir hélio em pontos superaquecidos do núcleo, causando uma reação instável e irregular, bem como um forte vento estelar. Nesses casos, a estrela não formará uma nebulosa planetária, mas simplesmente irá evaporar, deixando nada mais que uma anã marrom(pt-BR) ou anã castanha(pt-PT?).
Uma estrela com menos do que 0,5 massa solar nunca será capaz de iniciar a fusão do hélio, mesmo depois que o núcleo cessa a fusão do hidrogênio. Ela simplesmente não tem a massa necessária para exercer pressão suficiente sobre o núcleo. Essas são as anãs vermelhas, tais como Proxima Centauri, algumas das quais viverão milhares de vezes mais do que o Sol. Quando a reação nuclear cessar no seu núcleo, ela continuará irradiando na faixa do infravermelho e micro-ondas do espectro eletromagnético por muitos bilhões de anos. Recentes modelos astrofísicos sugerem que anãs vermelhas de 0,1 massa solar podem permanecer na sequência principal por quase seis trilhões de anos, e levar várias centenas de bilhões de anos mais para colapsar lentamente em uma anã branca. Se o núcleo de uma estrela ficar estagnado (como se acredita venha a ser o caso do Sol), ela será cercada por camadas de hidrogênio, que em sequência a estrela poderá atrair. Entretanto, se a estrela for totalmente convectiva (o que se acredita ser o caso das estrelas de menor massa), ela não terá essas camadas circundantes. Se tiver, ela se tornará uma gigante vermelha, como descrito abaixo para estrelas de tamanho médio, mas nunca fundirão o hélio como aquelas fazem. Se não, ela simplesmente se contrairá, até que a pressão de degeneração de elétrons interrompa o seu colapso, com isso tornando-se diretamente uma anã branca.

### Estrelas de massa intermediária

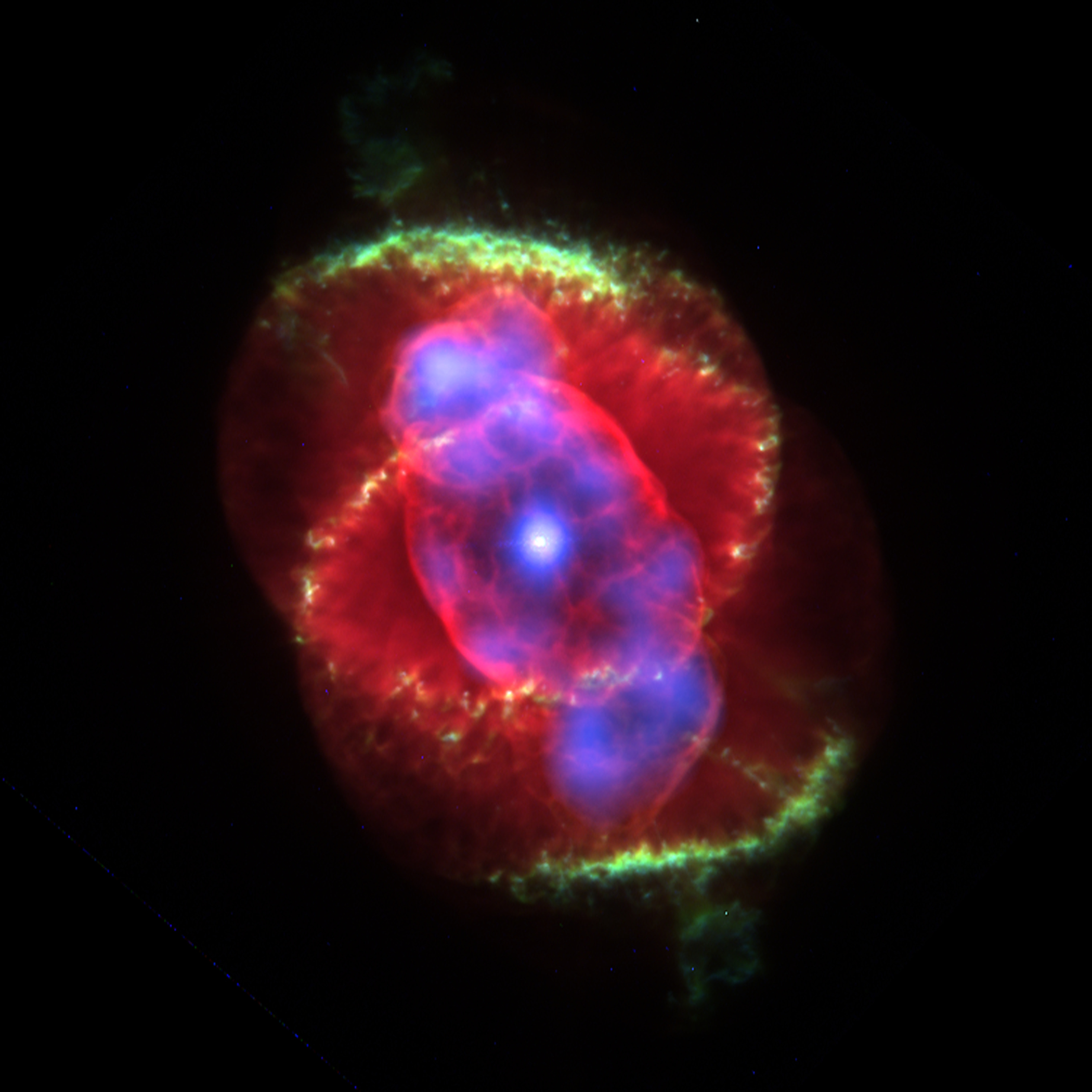
Nebulosa olho de gato, uma nebulosa planetária formada pela morte de uma estrela.

Estrelas entre 0,5 e 10 massas solares se tornam gigantes vermelhas de dois tipos: (i) Estrelas do ramo das gigantes vermelhas, cujas camadas ainda estão fundindo hidrogênio em hélio, enquanto o núcleo é de hélio inativo. Elas atingiram equilíbrio hidrostático, quando a pressão de degeneração de elétrons é suficiente para contrabalançar a pressão gravitacional. (ii) Estrelas do ramo gigante assimptótico, que têm um núcleo que passa pela fusão do hélio, produzindo carbono. Em qualquer dos casos, a fusão acelerada da camada que contém hidrogênio imediatamente acima do núcleo faz com que a estrela se expanda. Isto afasta do núcleo as camadas superiores, reduzindo a força gravitacional sobre elas, e elas se expandem mais rapidamente do que o aumento de produção de energia. Isto faz com que a estrela se resfrie, o que a torna mais vermelha do que quando estava na sequência principal.
De acordo com o diagrama de Hertzsprung-Russell, uma gigante vermelha é uma estrela grande não-sequência principal, de classificação estelar K ou M. São exemplos Aldebarã, na constelação Taurus, e Arcturo, na constelação de Boötes.
Uma estrela de até algumas massas solares desenvolverá um núcleo de hélio suportado pela pressão de degeneração de elétrons, circundada por camadas que ainda contêm hidrogênio. Sua gravidade comprime o hidrogênio na camada imediatamente superior, fazendo com que ela se funda mais rapidamente do que o hidrogênio se fundiria em uma estrela da sequência principal com a mesma massa. Isto leva a estrela a se tornar mais brilhante (de 1000 a 10000 vezes mais brilhante) e se expandir; o grau de expansão excede o aumento na luminosidade, fazendo com que a temperatura efetiva diminua.
As camadas externas em expansão da estrela são convectivas, com o material se misturando pela turbulência desde as proximidades das regiões de fusão até a superfície da estrela. Para todas as estrelas, com exceção das de pequena massa, o material fundido permanece na profundidade do interior da estrela antes desse ponto, portanto o envelope de convecção faz com que os produtos da fusão fiquem, pela primeira vez, visíveis na superfície da estrela. Neste estágio da evolução, os resultados são sutis, e os maiores efeitos, alterações para os isótopos do hidrogênio e hélio, não são observáveis. Os efeitos do ciclo CNO aparecem na superfície, com menores razões 12C/13C e proporções alteradas de carbono e nitrogênio, e são detectáveis com espectroscopia, tendo sido medidos para muitas estrelas evoluídas.

Ilustração simplificada da evolução de uma estrela com a massa do Sol. A estrela se forma a partir do colapso de uma nuvem de gás (1), passa por um período de contração como uma protoestrela (2), até chegar à sequência principal (3). Quando o hidrogênio do núcleo é consumido, ela se expande para uma gigante vermelha (4), então ejeta o seu envelope numa nebulosa planetária e se transforma em uma anã branca (5)

À medida que o hidrogênio em torno do núcleo é consumido, o núcleo absorve o hélio resultante, fazendo com ele se contraia mais, o que por sua vez faz com que o hidrogênio remanescente se funda ainda mais rapidamente. Isto, ao final, leva à ignição da fusão do hélio (o que inclui o processo triplo-alfa) no núcleo. Em estrelas de mais do que aproximadamente 0,5 massa solar, a pressão de degeneração de elétrons pode atrasar a fusão do hélio por milhões ou dezenas de milhões de anos; em estrelas mais massivas, o peso combinado do núcleo de hélio e das camadas circundantes faz com que esta pressão não seja suficiente para atrasar o processo significativamente.
Quando a temperatura e pressão no núcleo são suficientes para a ignição da fusão do hélio, ocorre um flash de hélio caso o núcleo seja suportado principalmente pela pressão de degeneração de elétrons (estrelas abaixo de 1,4 massa solar). Em estrelas mais massivas, cujo núcleo não é predominantemente suportado pela pressão de degeneração de elétrons, a ignição da fusão do hélio ocorre de forma relativamente controlada. Mesmo que aconteça um flash de hélio, o tempo em que há liberação muito rápida de energia (da ordem de 108 sóis) é curto, de modo que as camadas externas visíveis da estrela ficam relativamente inalteradas. A energia liberada pela fusão do hélio provoca a expansão do núcleo, de modo que a fusão do hidrogênio nas camadas superiores perde velocidade e a geração total de energia se reduz. A estrela se contrai, embora não para a sequência principal, e migra para o ramo horizontal do diagrama H-R, encolhendo gradualmente em raio e aumentando sua temperatura superficial.
Quando a estrela consome todo o hélio do núcleo, a fusão continua em uma camada em torno do núcleo quente de carbono e oxigênio. A estrela segue o ramo gigante assimptótico no diagrama H-R, em paralelo à evolução original de gigante vermelha, mas com geração de energia ainda mais rápida, a qual dura por um tempo menor.
Mudanças na geração de energia fazem com que a estrela mude em tamanho e temperatura por determinados períodos. A própria geração de energia muda para frequências de emissão menores. Isto é acompanhado por crescente perda de massa por meio de poderosos ventos estelares e pulsações violentas. O gás expelido é relativamente rico em elementos pesados criados no interior da estrela e pode ser particularmente enriquecido em oxigênio ou carbono, dependendo do tipo da estrela. O gás forma uma camada em expansão chamada envelope circunstelar e se resfria à medida que se afasta da estrela, permitindo a formação de partículas e moléculas. Com a alta entrada de energia infravermelha vinda da estrela central, formam-se as condições ideais nesses envelopes circunstelares para a excitação de maser.
As reações de queima do hélio são extremamente sensíveis à variação de temperatura, o que causa grande instabilidade. Grandes pulsações ocorrem, o que acaba por ceder às camadas externas da estrela energia cinética bastante para ser ejetada, potencialmente formando uma nebulosa planetária. Ao centro da nebulosa permanece o núcleo da estrela, a qual se esfria para se tornar uma pequena mas densa anã branca, tipicamente pesando cerca de 0,6 massa solar, mas somente com o volume da Terra.

### Estrelas massivas
Em estrelas massivas, o núcleo já é grande o suficiente, no início da queima da camada de hidrogênio, para que a queima do hélio ocorra antes que a pressão de degeneração de elétrons tenha a oportunidade de se tornar prevalente. Portanto, quando essas estrelas se expandem e resfriam, elas não brilham tanto quanto as estrelas de menor massa; porém, elas foram muito mais brilhantes do que as estrelas de menor massa em seu início, e são também mais brilhantes do que as gigantes vermelhas formadas a partir das estrelas menos massivas. Essas estrelas têm pequena probabilidade de sobreviverem como supergigantes vermelhas, em vez disso destruindo-se como supernovas tipo II.
Estrelas extremamente massivas (mais do que aproximadamente 40 massas solares), que são muito luminosas e, portanto, possuem ventos estelares muito rápidos, perdem massa tão rapidamente devido à pressão de radiação que tendem a arrancar seus envelopes antes que possam se expandir para se tornar supergigantes vermelhas e, portanto, retêm temperaturas superficiais extremamente altas (e cor azul-branca) a partir do seu tempo na sequência principal. Estrelas não podem ter mais do que cerca de 120 massas solares, porque as camadas exteriores seriam expelidas pela radiação extrema. Embora as estrelas de menor massa não queimem suas camadas exteriores tão rapidamente, elas podem igualmente evitar se tornarem gigantes vermelhas ou supergigantes vermelhas se estiverem em sistemas binários suficientemente próximos, de modo que a estrela companheira arranque o envelope à medida que se expande, ou se elas giram tão rapidamente que a convecção se estenda do núcleo à superfície, resultando na inexistência de núcleo e envelope separados, devido à mistura total.
O núcleo fica mais quente e denso à medida que ganha material da fusão do hidrogênio na base do envelope. Em todas as estrelas massivas, a pressão de degeneração de elétrons é, por si só, insuficiente para interromper o colapso, portanto, à medida que cada elemento é consumido no centro, há a ignição progressiva de elementos mais pesados, interrompendo temporariamente o colapso. Se o núcleo da estrela não é muito massivo (menor do que aproximadamente 1,4 massa solar, levando em consideração a perda de massa que tenha acontecido até este momento), ela pode então formar uma anã branca (possivelmente circundada por uma nebulosa planetária), como descrito acima para estrelas menos massivas, com a diferença de que a anã branca é composta principalmente de oxigênio, neônio e magnésio.
Acima de certa massa (estimada em aproximadamente 2,5 massas solares, quando a progenitora da estrela tinha cerca de 10 massas solares), o núcleo atinge a temperatura (aproximadamente 1,1 gigakelvins) em que o neônio é parcialmente destruído para formar oxigênio e hélio, e este último se funde imediatamente com parte do neônio remanescente para formar magnésio; o oxigênio então se funde para formar enxofre, silício e pequenas quantidades de outros elementos. Finalmente, a temperatura fica suficientemente alta para que qualquer núcleo possa ser parcialmente destruído, frequentemente liberando uma partícula alfa (núcleo de hélio), que imediatamente se funde com outro núcleo, de modo que diversos núcleos são efetivamente rearranjados em um número menor de núcleos mais pesados, com liberação de energia, pois a adição de fragmentos ao núcleo excede a energia requerida para liberá-los do núcleo pai.
Uma estrela com uma massa de núcleo grande demais para formar uma anã branca, mas insuficiente para conseguir a conversão do neônio em oxigênio e magnésio, sofrerá colapso do núcleo (devido à captura eletrônica) antes de chegar à fusão dos elementos mais pesados. Tanto o aquecimento quanto o resfriamento causados pela captura eletrônica por elementos menos frequentes (como alumínio e sódio) antes do colapso podem ter um impacto significativo na geração total de energia dentro da estrela pouco antes do colapso. Isto pode ter um efeito apreciável sobre a abundância de elementos e isótopos ejetados na supernova subsequente.
Uma vez que o processo de nucleossíntese chega ao ferro-56, a continuação deste processo consome energia, pois a adição de fragmentos aos núcleos libera menos energia do que a requerida para liberá-los dos núcleos pais. Se a massa do núcleo supera o limite de Chandrasekhar, a pressão de degeneração de elétrons será insuficiente para suportar o peso devido à força da gravidade, e o núcleo sofrerá um súbito e catastrófico colapso para formar uma estrela de nêutrons ou, no caso de núcleos que excedam o limite de Tolman-Oppenheimer-Volkoff, um buraco negro. Por um processo ainda não completamente entendido, parte da energia potencial gravitacional liberada por este colapso de núcleo é convertida em uma supernova tipo Ib, Ic ou II.
Sabe-se que o colapso do núcleo produz uma grande onda de neutrinos, como observado na supernova SN 1987A. Os neutrinos extremamente energéticos fragmentam alguns núcleos; parte da sua energia é consumida liberando nucleons, inclusive nêutrons, e parte é transformada em calor e energia cinética, aumentando assim a onda de choque iniciada pelo ricochete de parte do material que caiu com o colapso do núcleo. A captura de elétrons em partes muito densas do material que cai pode produzir nêutrons adicionais. À medida que a matéria que ricocheteia é bombardeada pelos nêutrons, alguns dos seus núcleos os capturam, criando um espectro de material mais pesado que o ferro, inclusive elementos radioativos até o (e provavelmente além do) urânio. Embora gigantes vermelhas que não explodem possam produzir quantidades significativas de elementos mais pesados que o ferro, utilizando nêutrons liberados em reações nucleares anteriores, a abundância desses elementos (e, em particular, de alguns isótopos de elementos que têm isótopos estáveis ou de longa vida) produzidos nessas reações é bastante diferente daquela produzida numa supernova. Nenhuma abundância sozinha iguala aquela encontrada no Sistema Solar, portanto as supernovas e a ejeção de elementos de estrelas gigantes vermelhas são necessárias para explicar a abundância observada ali de elementos pesados e isótopos.
A energia transferida pelo colapso do núcleo para o material que ricocheteia não gera apenas elementos pesados, mas também provoca sua aceleração bem além da velocidade de escape, assim criando uma supernova Tipo Ib, Ic ou II. Deve ser notado que o entendimento atual desta transferência de energia ainda não é satisfatório; embora os modelos computacionais atuais desses tipos de supernovas expliquem parte da transferência de energia, esta não é suficiente para explicar a ejeção de material observada. Alguma evidência obtida da análise da massa e parâmetros orbitais de estrelas de nêutrons binárias (que requerem duas dessas supernovas) sugere que o colapso de um núcleo de oxigênio-neônio-magnésio pode produzir uma supernova que difere sensivelmente (em características outras que não o tamanho) de uma supernova produzida pelo colapso de um núcleo de ferro.
As estrelas mais massivas podem ser completamente destruídas por uma supernova com uma energia que exceda em muito a energia de ligação gravitacional. Este evento raro, causado por produção de par, não deixa um buraco negro remanescente.

## Remanescentes estelares
Depois que uma estrela consumiu o seu estoque de combustível, os seus remanescentes podem tomar uma de três formas, dependendo da sua massa durante sua vida.

### Anãs brancas e negras
Para uma estrela de uma massa solar, a anã branca resultante é de cerca de 0,6 massa solar, comprimida para aproximadamente o volume da Terra. Anãs brancas são estáveis porque a força da gravidade é compensada pela pressão de degeneração dos elétrons da estrela, uma consequência do Princípio de Exclusão de Pauli. A pressão de degeneração de elétrons provê um limite flexível para compressão adicional, portanto, para uma dada composição química, anãs brancas de maior massa têm um volume menor. Sem mais combustível para queimar, a estrela irradia seu calor residual por bilhões de anos.
Uma anã branca é muito quente quando se forma, com mais de 100.000 Kelvins na superfície e mais ainda no seu interior. Ela é tão quente que grande parte da sua energia é perdida na forma de neutrinos nos primeiros 10 milhões de anos de existência, mas ela terá perdido a maior parte da energia depois de um bilhão de anos.
A composição química da anã branca depende da sua massa. Uma estrela de algumas massas solares terá a ignição da fusão do carbono para formar magnésio, neônio e quantidades menores de outros elementos, resultando em uma anã branca composta principalmente de oxigênio, neônio e magnésio, desde que ela perca massa suficiente para ficar abaixo do limite de Chandrasekhar (ver abaixo), e desde que a ignição do carbono não seja tão violenta a ponto de explodir a estrela numa supernova. Uma estrela com massa da ordem de grandeza da do Sol não será capaz de ter a ignição da fusão do carbono, e produzirá uma anã branca composta principalmente de carbono e oxigênio e sem massa suficiente para colapsar, a não ser que haja adição posterior de matéria (ver abaixo). Uma estrela com massa inferior à metade da massa do Sol será incapaz de ter a ignição da fusão do hélio (como mostrado anteriormente) e produzirá uma anã branca composta principalmente de hélio.
No fim, tudo que resta é uma massa escura e fria, algumas vezes chamada anã negra. Contudo, o universo não é velho o suficiente para que uma estrela anã negra já possa existir.
Se as anãs brancas crescem acima do limite de Chandrasekhar, que é de 1,4 massa solar para uma estrela composta principalmente de carbono, oxigênio, neônio e/ou magnésio, a pressão de degeneração, devido à captura eletrônica, não consegue impedir o colapso da estrela. Dependendo da composição química e da temperatura no centro antes do colapso, isto pode levar ao colapso em uma estrela de nêutrons ou à ignição de fuga de carbono e oxigênio. Elementos mais pesados favorecem o colapso do núcleo, porque requerem uma temperatura mais alta para a ignição, uma vez que a captura eletrônica nesses elementos e em seus produtos de fusão é mais fácil; temperaturas de núcleo mais altas favorecem reações nucleares de fuga, o que interrompe o colapso e leva a uma supernova tipo Ia. Essas supernovas podem ser muitas vezes mais brilhantes do que as do tipo II, que marcam a morte de uma estrela massiva, embora essas últimas tenham maior liberação de energia. Esta inviabilidade de colapso faz com que nenhuma anã branca mais massiva que 1,4 massa solar possa existir, com uma exceção remota para estrelas com rotação muito rápida, cuja força centrífuga compensa parcialmente o peso da sua matéria. A transferência de massa em um sistema binário pode fazer com que uma anã branca inicialmente estável ultrapasse o limite de Chandrasekhar.
Se uma anã branca forma um sistema binário fechado com outra estrela, o hidrogênio da companheira maior pode migrar para a anã branca, até que ela se aqueça o suficiente para estabelecer uma reação de fusão, embora a anã branca permaneça abaixo do limite de Chandrasekhar. Esta explosão é denominada nova.

### Estrelas de nêutrons

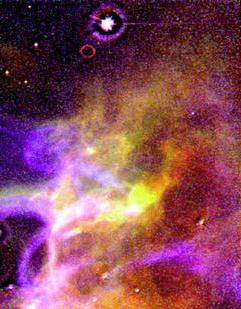
Onda de choque semelhante a uma bolha, ainda expandindo-se a partir de uma explosão de supernova, 15.000 anos atrás

Quando um núcleo estelar colapsa, a pressão provoca captura eletrônica, convertendo, assim, a grande maioria dos prótons em nêutrons. As forças eletromagnéticas que mantêm os núcleos separados são eliminadas (proporcionalmente, se o núcleo fosse do tamanho de um grão de poeira, o átomo deveria ser do tamanho de um estádio de futebol), e o núcleo inteiro da estrela se torna nada mais que uma densa bola de nêutrons ou um gigantesco núcleo atômico, circundado por uma fina camada de matéria degenerada - principalmente ferro, a menos que outros elementos sejam acrescentados mais tarde. Os nêutrons resistem à compressão adicional pelo Princípio de Exclusão de Pauli, de forma análoga à pressão de degeneração de elétrons, mas mais forte.
Estas estrelas, conhecidas como estrelas de nêutrons, são extremamente pequenas — não maiores que o tamanho de uma grande cidade — e extremamente densas. O período de revolução se reduz fortemente quando a estrela encolhe, devido à conservação do momento angular; algumas delas giram a mais de 600 revoluções por segundo. Quando essas estrelas de rotação rápida têm seus polos magnéticos alinhados com a Terra, um pulso de radiação é recebido a cada rotação. Tais estrelas de nêutrons são conhecidas como pulsares e foram as primeiras estrelas de nêutrons descobertas.

### Buracos negros
Se a massa da estrela é suficientemente alta, a pressão de degeneração de nêutrons é insuficiente para evitar o colapso abaixo do raio de Schwarzschild. A estrela se torna então um buraco negro. A massa em que isto ocorre não é conhecida com certeza, mas é atualmente estimada em 2 a 3 massas solares.
Os buracos negros são preditos pela teoria da relatividade geral. De acordo com a relatividade geral clássica, nenhuma matéria ou informação pode fluir do interior de um buraco negro para um observador externo, embora efeitos quânticos possam permitir desvios desta regra. A existência de buracos negros no universo é bem apoiada pela teoria e pelas observações astronômicas.
Como o mecanismo do colapso estelar em supernovas não é suficientemente compreendido, ainda não se sabe se é possível uma estrela colapsar diretamente para um buraco negro sem produzir uma supernova, ou se algumas supernovas inicialmente formam estrelas de nêutrons instáveis, que depois colapsam em buracos negros; também não se sabe a relação exata entre a massa inicial da estrela e a do objeto remanescente. A solução dessas incertezas requer a análise de outras supernovas e remanescentes de supernovas.

## Modelos
Um modelo evolucionário estelar é um modelo matemático que pode ser usado para calcular as fases evolucionárias de uma estrela desde a sua formação até se tornar um remanescente. A massa e a composição química da estrela são usadas como entradas, e a luminosidade e temperatura superficial são as únicas restrições. As fórmulas do modelo se baseiam no entendimento físico da estrela, assumindo-se normalmente o equilíbrio hidrostático. Cálculos computacionais extensivos são então realizados para determinar as mudanças de estado da estrela com o tempo, gerando um conjunto de dados que pode ser usado para determinar o caminho evolucionário da estrela ao longo do diagrama H-R, além de outras propriedades envolvidas. Modelos acurados podem ser usados para estimar a idade atual de uma estrela, comparando suas propriedades físicas com as de estrelas ao longo de um caminho evolucionário coincidente.